# Lukas Gage
Lukas Gage (San Diego, 28 maggio 1995) è un attore e sceneggiatore statunitense.

## Biografia
Nato a San Diego, Lukas Gage è cresciuto ad Encinitas e ha studiato alla San Dieguito Academy.
Ha esordito sul piccolo schermo all'età di diciotto anni nella serie televisiva Enlightened - La nuova me e da allora ha interpretato ruoli ricorrenti in diverse serie televisive, tra cui American Vandal, T@gged, Euphoria, Love, Victor, The White Lotus e You. L'esordio cinematografico è del 2015 con il film Manuale scout per l'apocalisse zombie.
Nel novembre del 2020 è diventato virale un video pubblicato da Gage di un suo provino su Zoom con il regista Tristram Shapeero, durante il quale il regista, credendo di avere il microfono spento, fece dei commenti denigratori sull'appartamento dell'attore. Il video ha ottenuto un elevato numero di visualizzazioni in tutto il mondo e l'episodio è stato commentato da numerosi attori, tra cui Judd Apatow, January Jones, Lena Dunham, Joe Jonas, Angela Kinsey e Billy Eichner, che hanno criticato Shapeero e lodato l'aplomb di Gage.
Nel 2023 ha fatto coming out annunciando di essere legato sentimentalmente al parrucchiere Chris Appleton, che ha sposato e da cui ha divorziato nello stesso anno.

## Filmografia

### Attore

#### Cinema
- Elie's Overcoat, regia di Erik Howell - cortometraggio (2012)
- Satellite Beach, regia di Andrew Wilson e Luke Wilson - cortometraggio (2014)
- Animals, regia di Alexander Yan - cortometraggio (2014)
- Manuale scout per l'apocalisse zombie (Scouts Guide to the Zombie Apocalypse), regia di Christopher B. Landon (2015)
- Sickhouse, regia di Hannah Macpherson (2016)
- Sleep No More, regia di Phillip Guzman (2017)
- Assassination Nation, regia di Sam Levinson (2018)
- Ace, regia di Jordan Gear - cortometraggio (2018)
- Deadcon, regia di Caryn Waechter (2019)
- The One That Likes You, regia di Wil Granaderos e Jared LaPine - cortometraggio (2019)
- Wyrm, regia di Christopher Winterbauer (2019)
- Max Reload and the Nether Blasters, regia di Scott Conditt e Jeremy Tremp (2020)
- What Breaks the Ice, regia di Rebecca Eskreis (2020)
- Kappa Kappa Die, regia di Zelda Williams (2020)
- Sognando Marte (Moonshot), regia di Christopher Winterbauer (2022)
- Basso profilo (Down Low), regia di Rightor Doyle (2023)
- Road House, regia di Doug Liman (2024)
- Smile 2, regia di Parker Finn (2024)
- Companion, regia di Drew Hancock (2025)

#### Televisione
- Enlightened - La nuova me (Enlightened) – serie TV, 1 episodio (2013)
- Non sono stato io (I Didn't Do It) – serie TV, 1 episodio (2014)
- Kingdom – serie TV, 1 episodio (2014)
- The Millionaires – serie TV, 1 episodio (2014)
- T@gged – serie TV, 31 episodi (2016-2018)
- Confess – serie TV, 2 episodi (2017)
- Adam il rompiscatole (Adam Ruins Everything) - serie TV, 1 episodio (2017)
- American Vandal – serie TV, 5 episodi (2017)
- On My Block – serie TV, 1 episodio (2018)
- Class of Lies – serie TV, 5 episodi (2018)
- Supergirl - serie TV, 1 episodio (2019)
- Veronica Mars – serie TV, 1 episodio (2019)
- Euphoria – serie TV, 4 episodi (2019)
- Into the Dark – serie TV, 1 episodio (2019)
- Wireless – serie TV, 8 episodi (2020)
- Love, Victor – serie TV, 5 episodi (2020-2021)
- Bad Vibes – serie TV podcast, 1 episodio (2021)
- The White Lotus – serie TV, 5 episodi (2021)
- Immoral Compass – serie TV, 1 episodio (2021)
- Bone, Marry, Bury – serie TV Podcast (2022)
- Angelyne, regia di Matt Spicer e Lucy Tcherniak – miniserie TV, 3 puntate (2022)
- Queer as Folk – serie TV, 1 episodio (2022)
- Gossip Girl – serie TV, episodio 2x10 (2023)
- You – serie TV, 9 episodi (2023)
- Fargo – serie TV, 4 episodi (2023-2024)
- Dead Boy Detectives - serie TV, (2024)

### Sceneggiatore
- Down Low, regia di Rightor Doyle (2023)

## Doppiatori italiani
Nelle versioni in italiano delle opere in cui ha recitato, Lukas Gage è stato doppiato da:
- Federico Bebi in Love, Victor, You
- Emanuele Ruzza in Companion, People We Meet on Vacation
- Davide Albano in Into the Dark, Fargo
- Jacopo Calatroni in T@gged
- Mattia Nissolino in Supergirl
- Alessandro Campaiola in Euphoria
- Luca Baldini in Road House
- Andrea Oldani in Smile 2
- Matteo Costantini in The White Lotus

## Riconoscimenti
- 2021 – Pena de Prata
  - Best Ensemble in a Limited Series or Anthology Series or TV Special per The White Lotus (con Murray Bartlett, Jennifer Coolidge, Connie Britton, Alexandra Daddario, Fred Hechinger, Jake Lacy, Brittany O'Grady, Sydney Sweeney, Natasha Rothwell, Steve Zahn, Molly Shannon, Kekoa Kekumano e Jon Gries)